# Daniel Stumpf
Pour les articles homonymes, voir Stumpf.
Daniel Arthur Stumpf (né le 4 janvier 1991 à Humble, Texas, États-Unis) est un lanceur gaucher de baseball.

## Carrière
Stumpf est repêché par les Royals de Kansas City au 9e tour de sélection en 2012. Après avoir joué en ligues mineures avec des clubs affiliés aux Royals, Stumpf est réclamé par les Phillies de Philadelphie au repêchage de règle 5 tenu le 10 décembre 2015. 
Stumpf fait ses débuts dans le baseball majeur avec les Phillies le 7 avril 2016. 
Le 14 avril 2016, Stumpf est suspendu 80 matchs pour usage de chlorodehydromethyltestosterone, un stéroïde défendu. Retourné aux Royals le 25 juillet 2016, il est réclamé par les Tigers de Détroit au repêchage de règle 5 tenu le 8 décembre 2016.